# Ushio Amagatsu
Ushio Amagatsu (天児 牛大) nom de scène de Masakazu Ueshima, né le 31 décembre 1949 à Yokosuka et mort le 25 mars 2024 à Yugawara, est un danseur et chorégraphe japonais contemporain, fondateur en 1975 de la compagnie Sankaï Juku.

## Biographie
Ushio Amagatsu suit une formation en danse classique et moderne à Tokyo, et s’intéresse de même aux danses traditionnelles japonaises. Personnalité importante du butō, il est l'un des fondateurs du groupe Dairakudakan (1972-1979) avant de créer sa propre compagnie Sankaï Juku qui fera son succès. Présenté au festival de Nancy en 1980, sa chorégraphie Kinkan Shonen lance véritablement sa réputation internationale. En 1980 toujours, il est programmé au Carré Silvia-Monfort : « La situation était difficile pour les jeunes artistes à Tokyo », explique-t-il « il y avait peu de lieux où se produire. Danser à Paris a été la chance de ma vie. Nous avons, depuis, toujours été soutenus par la France. Dès 1981, le Théâtre de la Ville a coproduit mes spectacles. ». Les spectacles de la compagnie sont systématiquement soutenus par Gérard Violette, au sein du Théâtre de la Ville, où ils sont présentés en création mondiale jusqu'en 2018,,,.
À la suite d'un accident tragique survenu à un membre de sa compagnie lors d'une performance à Seattle, Ushio Amagatsu délaisse la radicalité du butō pour se consacrer à une esthétique plus raffinée, à un « théâtre d'images ». Ses spectacles, jouant sur la lenteur des déplacements, la stylisation et la contemplation esthétique poussée à l'extrême, s'attachent à dépeindre visuellement alternativement des scènes inspirées le plus souvent de cataclysmes et de symboles de la tradition japonaise. Leur forme respecte une structure systématique en sept tableaux d'une durée fixe d'une heure et demie. Ushio Amagatsu a également mis en scène des opéras dont Le Château de Barbe-Bleue de Béla Bartók dirigé par Péter Eötvös au Forum international de Tokyo en 1997 et Les Trois Sœurs de Péter Eötvös en 1998 ainsi que Lady Sarashina en 2008 du même compositeur pour l'opéra national de Lyon.
En 2002, le spectacle Hibiki est récompensé à Londres par un Laurence Olivier Awards dans la catégorie « meilleur spectacle de danse contemporaine ». Ses créations se succèdent. Ainsi, Toki, en 2005, qui se joue dans un demi-cercle cerné par sept dalles noires, ou encore Tobari, en 2008, plus lugubre. Fin 2017, il subit une opération pour un cancer de la gorge qui nécessite quatre mois d'hospitalisation. Une nouvelle chorégraphie, Arc, est créée en 2019 : pour la première fois, il ne fait pas partie des danseurs sur scène.
Ushio Amagatsu meurt le 25 mars 2024 à Yugawara au Japon des suites d'un cancer à 74 ans,. Sa dernière pièce Totem a été créé au Japon en 2023 et n'a jamais été vue en Europe. 

## Principales chorégraphies
- 1977 : Amagatsu Sho (Hommage aux anciennes poupées)
- 1978 : Kinkan Shonen (Graine de kumquat)
- 1979 : Sholiba
- 1981 : Bakki
- 1982 : Jomon Sho
- 1984 : Netsu No Katachi
- 1986 : Unetsu (Des œufs debout par curiosité)
- 1988 : Fushi
- 1988 : Shijima (L'obscurité se calme dans l'espace)
- 1991 : Omote (La Surface pâturée)
- 1993 : Yuragi (Dans un espace en perpétuel mouvement)
- 1995 : Hiyomeki (Dans une légère vibration et agitation)
- 1998 : Hibiki (De la résonance du plus lointain passé)
- 2000 : Kagemi (Au-delà des métaphores des miroirs)
- 2003 : Utsuri (Jardin virtuel)
- 2005 : Recréation de Kinkan Shonen
- 2005 : Toki (Un moment au temps des armures)
- 2007 : Tobari (Comme si dans un flux inépuisable)
- 2008 : "Utsushi" (Entre deux miroirs")
- 2010 : Kara Mi (Pulsation dédoublée)
- 2012 : Umusuna (L'endroit où nous sommes nés)
- 2015 : Meguri (Exubérance marine, tranquillité terrestre)
- 2019 : Arc ("Chemin du jour")
- 2022 : "Kōsa" ("Entre deux miroirs")
- 2023 : "Totem" ("Vide et hauteur")

## Prix et distinctions
- 2002 : Laurence Olivier Awards[5]
- 2014 : Commandeur de l'Ordre des arts et des lettres (chevalier, 1992)[5]